# Jules Lion

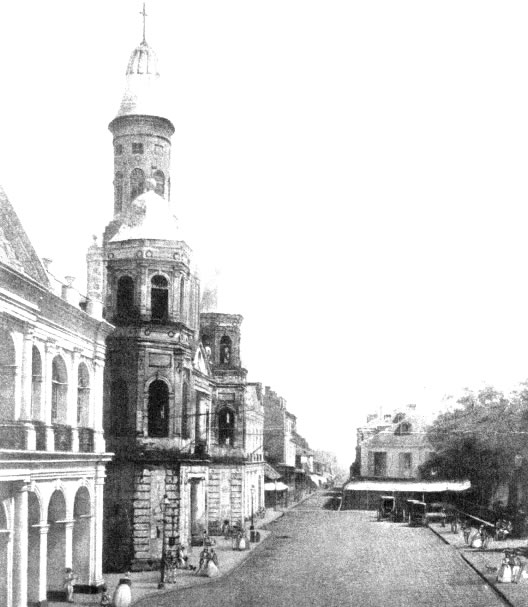
St. Louis Cathedral am Jackson Square, New Orleans. Lithographie basierend auf einer eigenen Daguerreotypie von Jules Lion, 1842

Jules Lion (geboren 1809/1810 in Paris; gestorben 9. Januar 1866) war ein US-amerikanischer Lithograph, früher Fotograf und Kunstmaler. Er gilt als wichtigster schwarzer Künstler im New Orleans des Antebellum.

## Leben und Werk
Bereits 1831 und 1836 stellte Lion Lithographien im Salon de Paris aus. Er veröffentlichte Arbeiten in der Zeitschrift L’Artiste und erstellte Bilder der bekannten Amerikaner Andrew Jackson und Martin Van Buren. 1836 oder Anfang 1837 wanderte Lion nach New Orleans aus und wurde in einem Lithographiestudio der lokalen Zeitung New Orleans Bee eingestellt. Gemeinsam mit seinem Bruder Achille investierte Jules Lion in Importgüter, wobei sie aufgrund der Finanzkrise 1837 viel Geld verloren.
1839 war Lion für kurze Zeit wieder in Paris und lernte dort die von Louis Daguerre entwickelte Technik der Daguerreotypie kennen. Er kehrte nach New Orleans zurück und machte Bilder von Sehenswürdigkeiten der Stadt. Am 15. März 1840 stellte er seine Daguerotypien zu einer Ausstellung im St. Charles Museum zusammen. Im gleichen Jahr öffnete Jules Lion ein Studio in New Orleans und stellte das älteste Set für die Herstellung von Daguerreotypie in der Stadt bereit. Nach New York war New Orleans die zweite Stadt in den USA, die über diese Technik verfügte. Als „Mulatte“ war Lion zudem wahrscheinlich der erste afro-amerikanische Fotograf Amerikas. Nachdem die Kosten für die Fotografien und die Konkurrenz ab etwa 1843 zu groß wurden, kehrte er zur Lithographie zurück. Neben seiner Studioarbeit unternahm er Reisen in das südliche Louisiana und produzierte Porträts in Baton Rouge, Donaldsonville, Opelousas sowie Assumption Parish und St. James Parish. Seine Bilder zeigen zahlreiche prominente Personen aus Louisiana, darunter John James Audubon und den amerikanischen Präsidenten Andrew Jackson.

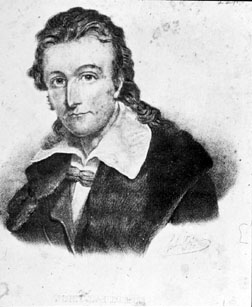
John James Audubon
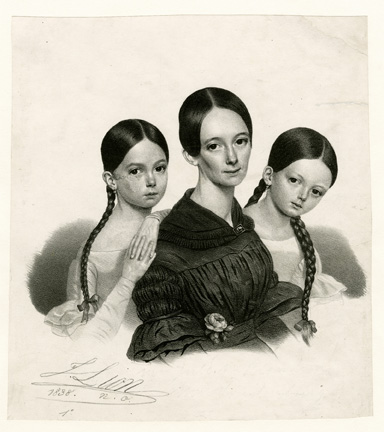
Eliza Field, Eliza Dubourg Field und Odile Field (1838)
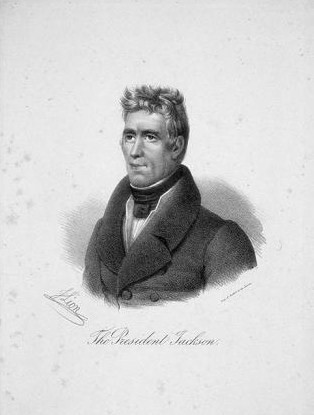
Andrew Jackson (1840)
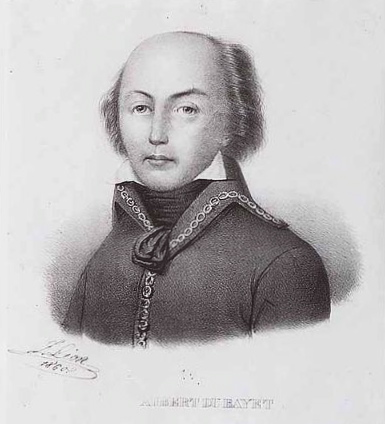
Jean-Baptiste Annibal Aubert du Bayet (1860)

Auch stellte er Lithografien mit Motiven aus New Orleans her, etwa von der Canal Street und der St. Louis Cathedral. Zudem gab er Unterricht am Louisiana College, dem Vorgänger der Louisiana State University, wobei er diese teilweise gemeinsam mit dem Muralisten Dominique Canova durchführte.
1860 belebte er ein Projekt, das er bereits seit den 1840er Jahren verfolgte. Er wollte seine Bilder in dem Buch Notabilités de la Louisiane veröffentlichen, allerdings konnte er trotz zahlreicher Interessenten das Geld für die Herausgabe des Buches nicht aufbringen. Mit dem Ausbruch des Sezessionskriegs 1861 veröffentlichte Lion Coverbilder für Musikblätter der Konföderierten Staaten von Amerika für verschiedene Verlage, darunter auch Abbildungen von Jefferson Davis, dem Führer der Südstaaten im Sezessionskrieg. Auch nach der Eroberung Louisianas durch die Union und bis zu seinem Tod am 9. Januar 1866 produzierte er weitere Porträts und gab weiter Kunstunterricht.

## Belege
1. ↑  Sein Geburtsdatum ist unbekannt, laut seiner Todesanzeige starb er im Alter von 56 Jahren. Vgl. East: The Georgia Review. Band 40, Nr. 4 (Winter 1986), 913.
2. 1 2 3 4 5 6 7  
Jules Lion (Memento vom 6. Juni 2014 im Internet Archive) in der Encyclopedia of Louisiana; abgerufen am 5. Juni 2014.
3. 1 2  
Lion, Jules. In: Mantle Fielding: Dictionary of American Painters, Sculptors and Engravers. 1926, enlarged version 1974, ISBN 0-913274-03-8, S. 217.
4. ↑  
Malcolm Jones: Black On Black. Newsweek, 23. April 2000; abgerufen am 5. Juni 2014.

| Personendaten    | Personendaten                                                          |
| ---------------- | ---------------------------------------------------------------------- |
| NAME             | Lion, Jules                                                            |
| KURZBESCHREIBUNG | US-amerikanischer Lithograph, früher Fotograf und Maler in New Orleans |
| GEBURTSDATUM     | um 1809                                                                |
| GEBURTSORT       | Paris                                                                  |
| STERBEDATUM      | 9. Januar 1866                                                         |